# Getto w Łomży

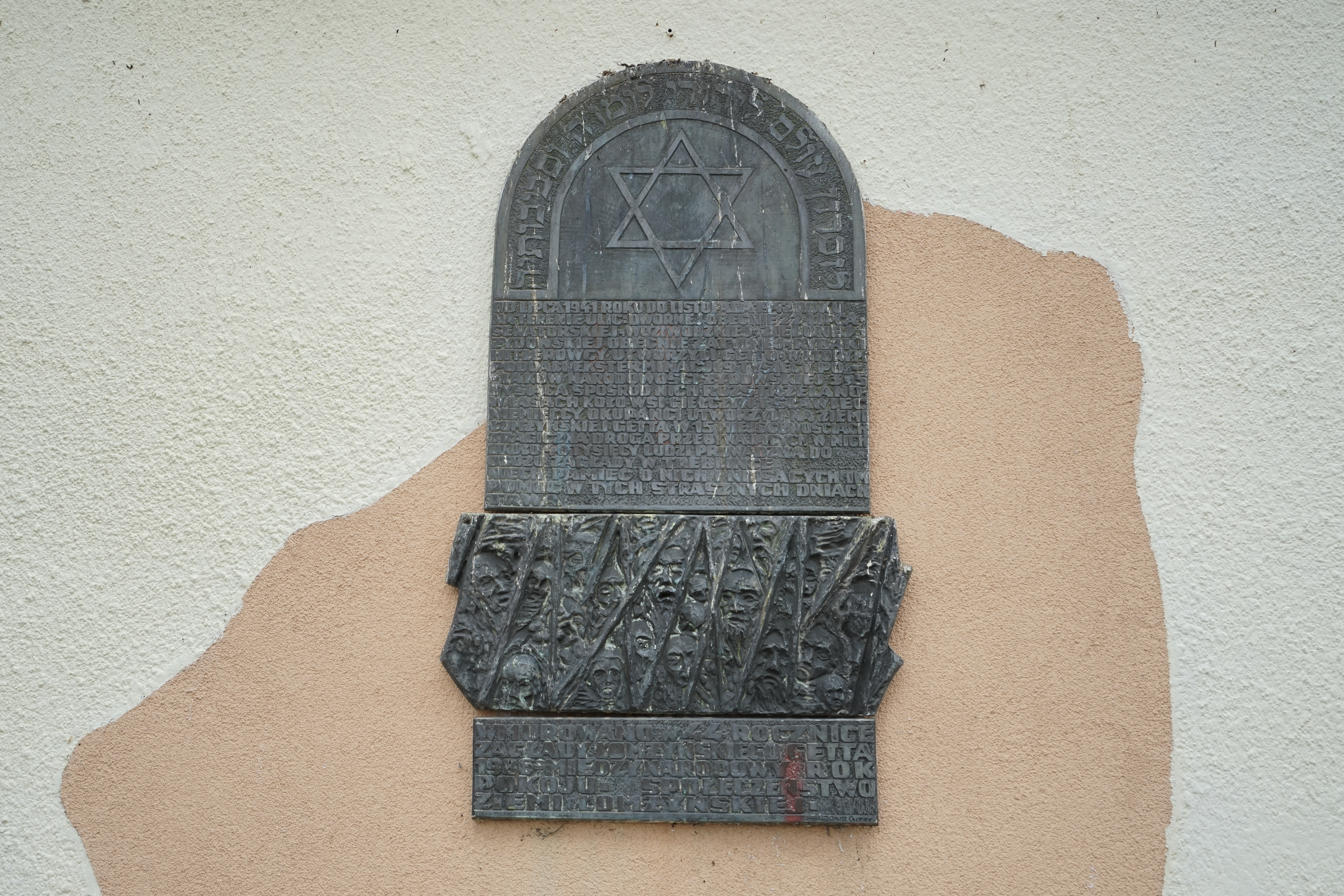
Łomża – tablica łomżyńskiego getta

Getto w Łomży – getto dla ludności żydowskiej utworzone przez Niemców w sierpniu 1941 roku w Łomży pomiędzy ulicą Dworną, Woziwodzką, Żydowską, Rybaki, Zieloną, Senatorską, Starym Rynkiem.

## Opis
Po wybuchu wojny niemiecko-sowieckiej i zajęciu Łomży przez wojska III Rzeszy w lipcu 1941 Niemcy powołali Judenrat, na czele którego stanął Mendel Moszyński, a jego zastępcą został Mendel Koliński. Utworzono także Radę Żydowską do której weszli m.in. dr Hefner, Jankiel Gałczyński, inż. Mojżesz Rozenthal, Tabulicki oraz Szymon Goldlust. Siedzibą Juderantu był Szpital Żydowski. Salomon Herbst został powołany na stanowisko komendanta policji żydowskiej. Miesiąc później zostało utworzone getto dla ludności żydowskiej. 12 sierpnia 1941 Niemcy rozkazali wszystkim Żydom przenieść się do getta w przeciągu jednego dnia i wyznaczyli kontrybucję w wysokości 25 kilogramów złota.
Getto obejmowało teren pomiędzy ulicą Dworną, Woziwodzką, Żydowską, Rybaki, Zieloną, Senatorską, Starym Rynkiem. Główna brama znajdowała się na ul. Senatorskiej, u wylotu na Stary Rynek. Na tym terenie zostało zgrupowanych około 10 000 Żydów z Łomży, Jedwabnego, Piątnicy, Stawisk, Wizny i Rutek. W wyniku ogromnego przeludnienia, głodu i zmuszania do ciężkiej pracy w getcie panowała dyzenteria i tyfus. W przeciągu trzech miesięcy ok. 3400 Żydów z getta poniosło śmierć. 2200 osób, po uprzedniej selekcji na placu Zielonym, Niemcy zamordowali w lasach niedaleko Giełczyna (16 sierpnia 1941 około 200 osób a dzień później około 2000). Rozkaz eksterminacji Żydów wydał szef łomżyńskiego Gestapo W. Erdbrügger w sierpniu. W tym lesie rozstrzelano około 3000 Żydów. W eksterminacji Żydów łomżyńskich były zainteresowane władze administracyjne; w tym również landrat Karl von Groeben.
11 listopada 1942 getto zostało zlikwidowane. Większość pozostałych przy życiu Żydów (około 8000) przewieziono do obozu przejściowego w Zambrowie, a następnie po likwidacji obozu, 10 stycznia 1943 do niemieckiego nazistowskiego obozu zagłady Auschwitz-Birkenau, gdzie zostali wymordowani. Część łomżyńskich Żydów trafiło do obozów w Kiełbasinie, Wołkowysku i Białymstoku.

## Upamiętnienie
- W 1986 r. na murze budynku przy ul. Senatorskiej 6, w miejscu po spalonej synagodze, umieszczono tablicę pamiątkową z brązu[3].